# Hans högvördighet biskopen i Växjö
Hans högvördighet biskopen i Växjö är en berättande dikt av Gustaf Fröding, utgiven i Nya dikter år 1894. 
Titeln - i text,  t.ex i brev,  förkortad H.H. - var fram till sluter av 1900-talet den vanliga för svenska biskopar och har aldrig formellt  avskaffats. Motsvarande prefix fanns för se övriga riksståndstitlarna.
Dikten börjar "Det lider mot slutet av biskopskalaset" och skildrar en fest på biskopsgården Östrabo någon gång under Esaias Tegnérs tid där. 
Med strålande kvickhet, helt i föremålets anda, skildras Tegnérs snille och charm. Tegnér framställs inte i första hand som biskop utan närmast som den av antiken inspirerade konstnären. En skönande från den lundensiska akademien som både fascinerar och chockerar "den småländska jämmerdalen".